# Julien Guay
Pour les articles homonymes, voir Guay.
Julien Guay, né le 9 octobre 1986 au Mans, est un coureur cycliste français. Il est cousin avec Jérôme Pineau.

## Biographie
Il devient coureur professionnel en 2011 dans l'équipe continentale française Roubaix Lille Métropole, dirigée par Cyrille Guimard. 
Non conservé par ses dirigeants à l'issue de la saison 2012, il redevient amateur au sein de la formation Sojasun espoir-ACNC. 
Désireux de retrouver une place au sein du peloton professionnel, il est recruté pour la saison 2015 par l'équipe continentale Auber 93. Il est conservé par ses dirigeants pour l'année suivante. 
Au cours de cette saison 2016, il se distingue sur la première étape du Rhône-Alpes Isère Tour où il prend la quatrième place mais chute le lendemain et doit abandonner. Il décroche ses meilleurs résultats sur des épreuves amateures, vainqueur du Grand Prix de Fougères, deuxième du Critérium Nant'Est Entreprises, troisième du Prix Souvenir André-Gislard, quatrième sur La Gainsbarre et Jard-Les Herbiers ou encore cinquième sur le Grand Prix Lorient Agglomération. Des performances jugées insuffisantes par son directeur sportif qui ne renouvelle pas son contrat pour 2017. Une décision à laquelle il s'attendait, concédant lui-même ne pas avoir réalisé une grande saison, il fait alors son retour chez les amateurs et retrouve l'équipe Sojasun espoir-ACNC,.
En août 2018, Julien Guay s'essaye à l'ultracyclisme et participe aux 24 heures du Mans Vélo au sein d'une équipe sponsorisée par la firme Roadborn. Il remporte l'épreuve mancelle avec ses coéquipiers d'un jour Jordan Levasseur, Thibault Ferasse et Tony Hurel.

## Palmarès
- 2004
  - 3e de la Classique des Alpes juniors
- 2005
  - Circuit des Trois Provinces
  - 3e du Grand Prix de Plouay amateurs
- 2007
  - 3e de Redon-Redon
  - 3e du Circuit des Vignes
  - 3e du Prix de la Saint-Laurent
  - 3e de La Gislard
  - 3e du Grand Prix de Plouay amateurs
- 2008
  - Tour de Gironde :
    - Classement général
    - 3e étape
- 2009
  - Circuit du Bocage vendéen
  - 2e de Chambord-Vailly
  - 3e du Grand Prix U
- 2010
  - 3e étape du Tour des Pays de Savoie
  - Prix de la Saint-Laurent
  - 2e du Grand Prix de Saint-Hilaire-du-Harcouët
  - 2e du Grand Prix de Luneray
  - 2e du championnat de France sur route amateurs
  - 2e du Grand Prix de Plouay amateurs
  - 2e du Grand Prix de Blangy-sur-Bresle
  - 3e du Circuit des Deux Ponts
- 2011
  - 3e du Grand Prix de Saint-Hilaire-du-Harcouët
- 2012
  - 2e du Grand Prix de Cherves
  - 2e de Jard-Les Herbiers
  - 3e du Grand Prix U
- 2013
  -  Champion de Bretagne sur route
  - Classement général du Tour de Franche-Comté
  - Tour Nivernais Morvan :
    - Classement général
    - 4e étape

  - Prix de la Saint-Laurent
  - Prix de Genest-Saint Isle
  - Circuit des Bruyères
  - Grand Prix de Fougères
  - 2e de Manche-Atlantique
  - 3e de la Ronde du Canigou
  - 3e de La Gislard
  - 3e du Critérium Nant'Est Entreprises
  - 3e du Grand Prix de Lignac
  - 3e de la Route d'Or du Poitou
  - 3e des Trois Jours de Cherbourg
- 2014
  - Grand Prix de Loches
  - Grand Prix U
  - Grand Prix de la Pentecôte
  - Classement général du Tour du Pays Roannais
  - Grand Prix Le Ham
  - Classement général du Saint-Brieuc Agglo Tour
  - Prix de Genest-Saint Isle
  - 2e du Rhône-Alpes Isère Tour
  - 2e du Grand Prix de Fougères
  - 3e du Grand Prix de Tours
  - 3e du Tour Nivernais Morvan
  - 3e du Grand Prix d'Availles-Limouzine
- 2015
  - 3e du Grand Prix de Blangy-sur-Bresle
- 2016
  - Grand Prix de Fougères
  - Prix des Vendanges
  - 2e du Critérium Nant'Est Entreprises
  - 3e de La Gislard
- 2017
  - Grand Prix de Saint-Hilaire-du-Harcouët
  - Redon-Redon
  - Prix de la Ville du Mont Pujols
  - Grand Prix de Tours
  - 2e de la Flèche de Locminé
  - 2e du Challenge Mayennais
  - 2e de Paris-Chalette-Vierzon
  - 2e du Souvenir Georges-Dumas
  - 2e du Prix de Berry Grand-Sud
  - 3e du Grand Prix Gilbert-Bousquet
- 2018
  - 4e étape du Circuit des plages vendéennes
  - Grand Prix de la Chapelle-Saint-Aubin
  - Grand Prix de Beaumont-sur-Sarthe
  - 2e du Grand Prix de Sablé
  - 2e du Circuit du Morbihan
  - 3e de Manche-Atlantique
- 2019
  -  Champion de Bretagne sur route
  - Grand Prix de Pré-en-Pail
  - Classement général de l'Estivale Bretonne

## Classements mondiaux
| Année           | 2007   | 2008 | 2009   | 2010 | 2011 | 2012 | 2013   | 2014 | 2015 | 2016   | 2017   | 2018   |
| --------------- | ------ | ---- | ------ | ---- | ---- | ---- | ------ | ---- | ---- | ------ | ------ | ------ |
| UCI Europe Tour | 1 108e | 288e | 1 134e | 559e | 408e | 392e | 1 034e | 380e | 779e | 1 394e | 1 664e | 1 926e |